# Louis Fauconnier
Louis Fauconnier (3 oktober 1915 - onbekend) was een Belgisch moderne vijfkamper en atleet. Als moderne vijfkamper werd hij Belgisch kampioen en nam hij eenmaal deel aan de Olympische Spelen. Als atleet veroverde hij drie Belgische titels.

## Loopbaan
Fauconnier, die wachtmeester was bij het Militair Instituut voor Lichamelijke Opvoeding, behaalde in 1939 de Belgische titel moderne vijfkamp In 1948 werd hij in deze discipline geselecteerd voor de Olympische Spelen in Londen. Hij behaalde de 40e plaats.
Fauconnier, die aangesloten was bij Union Sint-Gillis, was ook actief als atleet. Hij werd in 1942 Belgisch kampioen hoogspringen. In 1943 en 1945 behaalde hij de titel op de tienkamp.
Na zijn actieve loopbaan was Fauconnier trainer bij het Nationaal Instituut voor Lichamelijke Opvoeding, de Sport en het Openluchtleven (NILOS) of Institut National pour l'Education Physique et les Sports (INEPS). Na de splitsing in 1963 verhuisde hij naar de Administration de l'Education Physique et des Sports (ADEPS). Hij was onder andere verantwoordelijk voor de voorbereiding van de Olympische atleten. Ook publiceerde hij verschillende werken over training en lichamelijke opvoeding.

## Palmares

### moderne vijfkamp
- 1938:  BK – 18 p
- 1939:  BK – 13 p
- 1948: 40e OS in Londen  – 155 p

### atletiek

#### hoogspringen
- 1942:  BK AC – 1,70 m

#### tienkamp
- 1938:  BK AC – 4560 p
- 1943:  BK AC – 5217 p
- 1945:  BK AC – 5087 p
- 1947:  BK AC – 5592 p
- 1948:  BK AC – 5419 p